# Julien Bertheau
Julien Bertheau (Algeri, 19 giugno 1910 – Nizza, 28 ottobre 1995) è stato un attore francese.

## Biografia
Nato ad Algeri, in Algeria, prima di debuttare alla Comédie-Française il 18 dicembre 1936, Bertheau lavorò come direttore del Théâtre de la Porte Saint-Martin, poi studiò con Charles Dullin all'Atelier Theatre, recitò alla Comédie des Champs-Elysées e infine lavorò con Louis Jouvet. Lasciò la Comédie-Française dopo ventidue anni.
Nel 1961 recitò in Madame Sans-Gêne al fianco di Sophia Loren. Bertheau fu uno degli attori preferiti di Luis Buñuel, che lo diresse ne Gli amanti di domani (1955), La via lattea (1969), Il fascino discreto della borghesia (1972) e Il fantasma della libertà (1974).
Morì a Nizza nel 1995. Suo figlio, Alain Bertheau, fu anch'egli un notevole attore teatrale.

## Filmografia
- Le Crime de Sylvestre Bonnard, regia di André Berthomieu (1929)
- La Petite Lise, regia di Jean Grémillon (1930)
- Barranco, Ltd, regia di André Berthomieu (1932)
- Pasteur, regia di Sacha Guitry (1935)
- La vita è nostra (La vie est à nous), regia di Jean Renoir, Jacques Becker, Jean-Paul Le Chanois e André Zwobada (1936)
- Sur les chemins de Lamartine, regia di Jean Tedesco (1941)
- Delirio d'amore (La Symphonie fantastique), regia di Christian-Jaque (1942)
- Carmen, regia di Christian-Jaque (1942)
- La Cavalcade des heures, regia di Yvan Noé (1943)
- Un seul amour, regia di Pierre Blanchar (1943)
- La Valse blanche, regia di Jean Stelli (1943)
- Patrie, regia di Louis Daquin (1945)
- Raboliot, regia di Jacques Daroy (1945)
- La Télévision, œil de demain, regia di J.K Raymond-Millet (1947)
- La montagne est verte, regia di Jean Lehérissey (1950)
- Sérénade au bourreau, regia di Jean Stelli (1950)
- Bernardo di Chiaravalle, regia di Pierre Zimmer (1953)
- Commune de Paris, regia di Robert Ménégoz (1953)
- Il conte di Montecristo (Le Comte de Montecristo), regia di Robert Vernay (1954)
- Émile Zola, regia di Jean Vidal (1954)
- Milord l'Arsouille, regia di André Haguet (1955)
- Gli amanti di domani (Cela s'appelle l'aurore), regia di Luis Buñuel (1956)
- L'uomo dall'impermeabile (L'homme à l'imperméable), regia di Julien Duvivier (1957)
- La Roue, regia di André Haguet e Maurice Delbez (1957)
- La ragazza del peccato (En cas de malheur), regia di Claude Autant-Lara (1958)
- Les Copains du dimanche, regia di Henri Aisner (1958)
- Le grandi famiglie (Les grandes familles), regia di Denys de La Patellière (1958)
- Le Gigolo, regia di Jacques Deray (1960)
- Madame Sans-Gêne, regia di Christian-Jaque (1961)
- Un chien dans un jeu de quilles, regia di Fabien Collin (1962)
- La via lattea (La Voie lactée), regia di Luis Buñuel (1969)
- Il fascino discreto della borghesia (Le Charme discret de la bourgeoisie), regia di Luis Buñuel (1973)
- L'orologiaio di Saint-Paul (L'Horloger de Saint-Paul), regia di Bertrand Tavernier (1974)
- L'accusa è: violenza carnale e omicidio (Verdict), regia di André Cayatte (1974)
- Il fantasma della libertà (Le Phantome de la liberté), regia di Luis Buñuel (1974)
- L'affare della Sezione Speciale (Section Speciale), regia di Costa-Gavras (1974)
- Julie était belle, regia di Jacques-René Saurel (1975)
- Black Out, regia di Philippe Mordacq (1975)
- Quell'oscuro oggetto del desiderio (Cet obscur objet du désir), regia di Luis Buñuel (1977)
- L'amore fugge (L'Amour en fuite), regia di François Truffaut (1979)
- Consiglio di famiglia (Conseil de famille), regia di Costa-Gavras (1986)